# Calendulauda
Calendulauda là một chi chim trong họ Alaudidae.

## Các loài
- Calendulauda africanoides
- Calendulauda albescens
- Calendulauda alopex
- Calendulauda barlowi
- Calendulauda burra
- Calendulauda erythrochlamys
- Calendulauda poecilosterna
- Calendulauda sabota